# ريتشارد بلومفيلد
ريتشارد بلومفيلد (بالإنجليزية: Richard Bloomfield)‏ مواليد 27 أبريل 1983 في نورتش، هو لاعب كرة مضرب بريطاني بدأ مسيرته كمحترف سنة 2002 يلعب باليد اليمنى. أعلى تصنيف له في الفردي كان المركز الـ 176 في سنة 2007.

## وصلات خارجية
- ريتشارد بلومفيلد على موقع رابطة محترفي التنس (الإنجليزية)
- ريتشارد بلومفيلد على موقع الاتحاد الدولي لكرة المضرب (الإنجليزية)
- ريتشارد بلومفيلد على موقع خلاصة التنس.كوم (الإنجليزية)
- ريتشارد بلومفيلد على موقع إي إس بي إن.كوم (الإنجليزية)

- الموقع الرسمي